# Aiden Shaw
Aiden Shaw (* 22. února 1966, Londýn, Spojené království), občanským jménem Aiden Finbar Brady, je anglický hudebník, spisovatel a model irského původu, v 90. letech 20. století také jeden z nejoblíbenějších gay pornoherců.

## Herecká kariéra
Na začátku 90. let začal se změněným příjmením pracovat v gay pornografii a v roce 1992 si vysloužil cenu Grabby v kategorii Nejlepší nováček. Pro studia Catalina, Falcon, Mustang, později Hot House, Jocks a další natočil na čtyři desítky filmů (nepočítaje v to následné kompilace). Často spolupracoval s režisérskou osobností Chi Chi LaRue.
Svou pornografickou kariéru ukončil roku 1999 po velmi vážné autonehodě. Ale ještě v letech 2003–2004 se vrátil ke krátkému comebacku.

### Ocenění
- 1992 Grabby Awards: Nejlepší nováček / Best newcomer[7]
- 1993 Grabby Awards: Nejlepší nováček / Best newcomer za Night Force (Catalina) a Black Leather, White Studs (Dynamic)[8]
- 1995 Grabby Awards: Nejlepší sexuální scéna / Best sex scene za Grease Guns 1 (Studio 2000)[9]
- 2005 Grabby Awards: Nejlepší párová scéna / Best duo spolu s Tagem Adamsem za Perfect Fit (Hot House)[10]

## Literární tvorba
Svůj předchozí úspěch v pornografii zužitkoval v roce 1996 při vydání svého prvního románu Brutal. Následovala sbírka poezie, další dva romány Boundaries a Wasted a dvě vlastní biografie My Undoing a Sordid Truths. První z nich vydal v roce 2006 a popsal v ní svůj život pornoherce a prostituta, drogovou závislost a HIV pozitivitu (diagnostikována mu byla v roce 1997). Druhá biografie jí časově předchází a popisuje jeho finančně obtížné období při studiu University of Sussex a cestu k prostituci.
- Brutal (Millivres Books, 1996) ISBN 1-873741-24-3
- If Language at the Same Time Shapes and Distorts Our Ideas and Emotions, How Do We Communicate Love? (The Bad Press, 1996) ISBN 0-9517233-4-0
- Boundaries (Brighton: Millivres Prowler Group 1997) ISBN 1-873741-48-0
- Wasted (Brighton: Millivres Prowler Group, 2001) ISBN 1-902852-34-6
- My Undoing: Love in the Thick of Sex, Drugs, Pornography, and Prostitution (New York: Carroll & Graf, 2006) ISBN 0-7867-1743-2
- Sordid Truths: Selling My Innocence for a Taste of Stardom (Alyson Books, 2009) ISBN 1-59350-137-4

## Odkaz
Je také stále v aktivním kontaktu se svými fanoušky na sociálních sítích. V roce 2011 ho magazín Out uvedl ve svém výčtu 100 nejlepších gay partií k seznámení („The 100 Most Eligible Gay Bachelors“). Tvůrci televizního seriálu Sex ve městě po něm pojmenovali jednu z postav.